# جوزف ام. ترل
جوزف ام. ترل (به انگلیسی: Joseph M. Terrell) سناتور سابق عضو حزب دموکرات ایالات متحده آمریکا بود. وی در سال ۱۹۱۰ تا ۱۹۱۱ میلادی سناتور ایالت جورجیا در سنای ایالات متحده آمریکا بود.